# Фотоперекладка

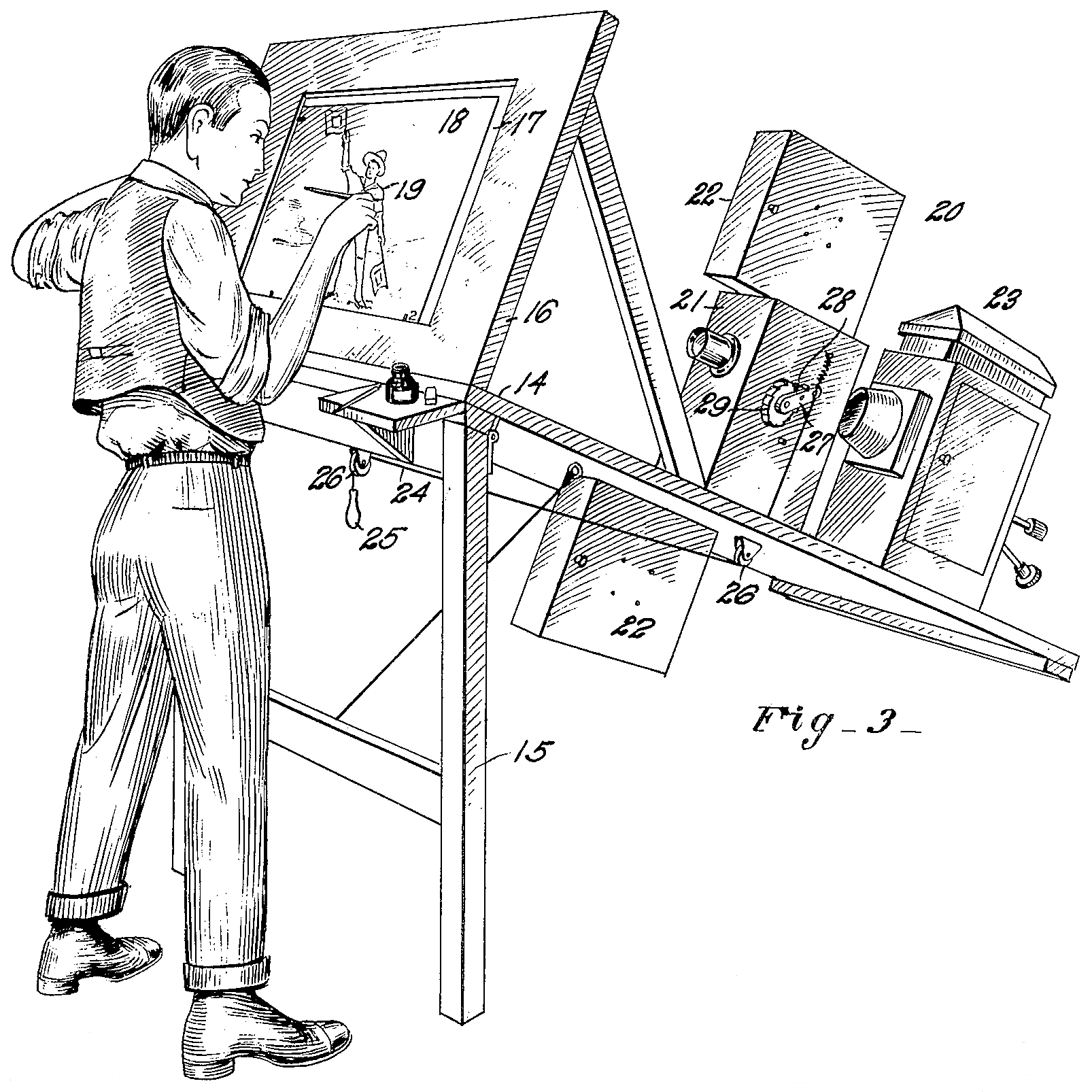
Выполнение фотоперекладки с помощью специального проектора — ротоскопа

Ротоскопи́рование, метод «фотоперекла́дки», или ротоско́пинг (калька с англ. rotoscoping) — мультипликационная техника, при которой мультипликационный или комбинированный отрезок фильма создаётся путём покадровой перерисовки отснятой киноплёнки с настоящими актёрами и декорациями. В первые десятилетия этой технологии кадрики киноплёнки проецировались на просвет на кальку с помощью специального проектора, получившего название ротоскоп. Изображение каждого кадрика вручную обрисовывалось художником на отдельных листах кальки для последующей трансформации в мультипликат.
В комбинированных съёмках фотоперекладка используется для создания блуждающей маски, закрывающей участки подлинного изображения, предназначенные для добавления несуществующих персонажей или элементов фона.

## Историческая справка
Техника изобретена в 1914 году Максом Флейшером, который использовал её в серии своих фильмов «Из чернильницы». Его брат, Дейв Флейшер, наряженный в костюм клоуна, стал прототипом рисованного персонажа фильма — клоуна Коко. Отснятое обычным киносъёмочным аппаратом изображение актёра затем было покадрово прорисовано художниками-мультипликаторами, трансформировавшись в рисованную мультипликацию. Позже, в начале 1930-х годов, Флейшер использовал эту же технику в мультфильмах про Бетти Буп и для создания движений Гулливера в полнометражном мультфильме «Путешествия Гулливера».
Фотоперекладка была широко внедрена в производство мультфильмов мультипликаторами Уолта Диснея в начале 1940-х годов. Это позволило намного упростить и ускорить процесс, однако с применением ротоскопа упало качество. Мультипликатору было достаточно поставить актёра в нужную позу и затем перерисовать её в контур для анимационного персонажа. При помощи фотоперекладки были сняты такие мультфильмы, как «Белоснежка и семь гномов» (частично — ротоскопом сделан только принц, остальные персонажи прорисованы вручную), «Золушка», «Алиса в Стране чудес», «Огонь и лёд», «Поп Америка» и другие.
Одним из самых известных мировых мультипликаторов, использовавших в своих работах фотоперекладку, считается Ральф Бакши: «Огонь и лёд», «Властелин Колец», «Поп Америка», «Волшебники»). Фотоперекладку также применял мультипликатор Дон Блут: «Американская история», «Все псы попадают в рай», «Анастасия» и другие). Позже, в эпоху видеоклипов, фотоперекладка была использована в видео группы A-ha «Take on Me», Dire Straits «Money for Nothing» и других. В настоящее время этот приём используется редко: из современных фильмов можно назвать «Пробуждение жизни», «Помутнение» Ричарда Линклейтера.
С появлением компьютерной анимации на смену ротоскопированию пришла технология захвата движения, при которой движения и мимика актёра передаются персонажу через специальные датчики. Первым массовым мультфильмом, снятым по этой методике, стала «Последняя фантазия: Духи внутри». Ряд подобных мультфильмов снял Роберт Земекис, например «Полярный экспресс» и фильм «Беовульф». С помощью захвата движения делаются спецэффекты в фильмах; актёр Энди Серкис прославился ролями, сыгранными через захват движения (Голлум в кинотрилогии «Властелин колец», Кинг-Конг, шимпанзе Цезарь в трилогии «Планета обезьян»).
Тем не менее, традиционное ротоскопирование также продолжает использоваться в XXI веке, уже как стилистическое решение. С её помощью сняты, например, «Помутнение» и «Белое пластиковое небо» (венг.).

## Применение
Ротоскопирование используется в производстве видеопродукции, в игровой индустрии и компьютерной анимации для создания фонового видеоизображения или текстурных карт.
Стилизацию под фотоперекладку довольно часто применяют кинематографисты — от телевизионной рекламы до фильмов Голливуда. Ротоскоп-стиль применяется также в комиксах и в фотографии. Приемы фотоперекладки широко используются в коммерческой иллюстрации.

### Ротомация
Для персонажей, полностью прорисованных поверх изображения актёра, применяется также термин ротомация (англ. rotomation, от rotoscoping — ротоскопирование и animation — традиционная анимация). Эта техника применяется тогда, когда от полностью рисованного персонажа требуется очень реалистичное, точное и живое взаимодействие с реальными актёрами и предметами обстановки. В этом случае цифрового персонажа сначала играет реальный человек, а потом его целиком, «бесшовно» заменяют мультипликационным персонажем.

### Современные технологии
В настоящее время одним из основных элементов фотоперекладки является наложение маски на динамические, движущиеся объекты (зачастую это люди или транспорт) в статическом окружении, сцене (улица или декорации) для последующего отделения и обработки. Так создаётся активная массовка в фильмах, например «Загадочная история Бенджамина Баттона».
В декорациях при помощи фотоперекладки и композитинга можно «продублировать» людей и добавить декорации, созданные при помощи 3D-графики, что существенно удешевляет съёмку. Кроме того, этот художественный приём позволяет дорисовывать некоторые элементы, которых в реальных съёмках не было: галлюцинации главных героев, футуристические костюмы, а также передать особое восприятие реальности главным героем.

## Советская мультипликация
В СССР фотоперекладка (известная также под названием «эклер», по марке французского киносъёмочного аппарата Eclair) была известна ещё в 1920-е годы. На «Союзмультфильме» признанными мастерами фотоперекладки были Лев Атаманов, Владимир Самсонов и Анатолий Петров. При помощи «эклера» были сняты такие мультфильмы, как «Снежная королева», «Золотая антилопа», «Цветик-семицветик», «Каштанка», «Аленький цветочек», «Сказка о рыбаке и рыбке», «Сказка о мёртвой царевне и семи богатырях», «Ночь перед Рождеством», «Полёт на Луну» и другие, причём в последнем были использованы кадры из снятого ранее художественного фильма «Космический рейс».
К середине 1930-х годов интерес к технике снизился, но позже, с конца 1930-х и до 1950-х годов, снова возрос. Одной из ключевых фигур среди сторонников метода считался режиссёр Михаил Цехановский.
В устном докладе «Применение эклерного метода в производстве рисованных фильмов», сделанном в 1951 году режиссёром И. Ивановым-Вано, говорится о том, что в советском мультипликационном сообществе «эклер» признавался временной мерой, необходимой для использования до тех пор, пока не повысится уровень профессионализма мультипликаторов и пока они не смогут обходиться без него.
В 1950-е годы в период расцвета метода «эклер» в СССР мультфильм сначала снимался с живыми актёрами, а затем покадрово прорисовывался художниками. Такая технология упрощала работу художников и синхронизацию звука с артикуляцией персонажей. Первая постановка при этом по сути не отличалась от игрового кино. Для работы над мультфильмами приглашались ведущие советские актёры. Так, например, в съёмках мультфильма «Аленький цветочек» принимали участие Николай Боголюбов, Михаил Астангов, Мария Бабанова, Нина Крачковская, Алексей Консовский. Актёры вносили свою лепту в создание образа — придумывали походку, пластику, жесты.
Художникам-мультипликаторам приходилось учитывать то, что у рисованных героев пропорции должны быть иными, чем у людей в реальности. Необходимо было увеличивать размер головы относительно туловища. Поэтому фотоперекладка не была простым копированием. Доходило до того, что приёмом «эклер» создавали животных и сказочных персонажей. Некоторые мультфильмы создавались в смешанной технике. Так, например, в мультфильме «Снежная королева» Оле-Лукойе — классический рисованный персонаж, изначально придуман и создан воображением Фёдора Хитрука. Остальные персонажи фильма сняты в технике «эклер».
К концу 1950-х годов фотоперекладка стала исчерпывать себя. Перенос на мультипликационный экран эстетики игрового кино обеднял возможности художников, но тем не менее, как говорил Лев Атаманов, не противоречил мультипликационному искусству и даже, наоборот, возвышал мастерство советских мультипликаторов. Образы, которые они могли создавать, не должны были ограничиваться ничем, кроме их фантазии. Вышедшие в 1961—1962 годах мультфильмы «Большие неприятности» и «История одного преступления», созданные в новаторской технике, ознаменовали собой начало нового этапа в истории советской мультипликации.

## Компьютерные игры
Компьютерные игры, сделанные с использованием технологии ротоскопирования:
- Karateka — Джордан Мекнер
- Prince of Persia — Джордан Мекнер
- Another World — Эрик Шайи
- Flashback — Delphine Software
- The Last Express — Джордан Мекнер
- Wasted Dreams[9] — Раймонд Циндрич
- Mortal Kombat
- Dragon's Lair (1990) (NES) — Motivetime
- Faith: The Unholy Trinity — Airdorf Games